# Loratadin
Loratadin (INN) je zaviralec histaminskega receptorja H1 druge generacije s šibkim antiholinergičnim učinkom, ki se uporablja za zdravljenje alergij. Glede na kemijsko zgradbo je soroden tricikličnim antidepresivom, vsebuje pa tudi strukturne elemente, sorodne atipičnemu antipsihotiku kvetiapinu.
Na tržišču je poleg originatorskega zdravila Claritine tudi več generičnih zdravil.
V Sloveniji je na tržišču na primer pod imeni Claritine, Claritine S, Flonidan, Rinolan ...

## Zgodovina
Učinkovino je razvilo farmacevtsko podjetje Schering-Plough, z namenom utrženja antihistaminskega zdravila, ki ne izkazuje sedativnega delovanja ter bi imel zato velik prodajni potencial. Ob predaji registracijske dokumetacije na ameriški Urad za prehrano in zdravila je omenjeni urad že odobril sorodno zdravilo terfenamid. Zdravilo je bilo sprva na voljo le na recept, kasneje pa postalo dostopno tudi kot recepta prosto zdravilo.
Kasneje je prišla na tržišče tudi učinkovina desloratadin, ki je aktivni presnovek loratadina.

## Indikacije
Loratadin se uporablja za simptomatsko lajšanje alergijskih bolezni, kot so seneni nahod, koprivnica, kronična idiopatična koprivnica in druge oblike kožnih alergij.

## Neželeni učinek
Loratadin sicer velja za antihistaminik brez sedativnega delovanja, a pri nekaterih bolnikih še vedno povzroča znatno sedacijo in zavoro psihomotoričnih aktivnosti. Sicer je učinek manj izražen kot pri starejših antihistaminikih, ker v veliko manjšem obsegu prehaja krvno-možgansko pregrado. Čeprav se zaspanost ob običajnem 10-miligramskem odmerku pojavlja redko, morajo biti bolniki pozorni na vpliv na njihove sposobnosti za vožnjo in podobne dejavnosti. Pri bolnikih, ki so v preteklosti izkusili sedativne neželene učinke zdravila, je potrebno izogibanje sočasnemu uživanju alkohola, saj lahko le-ta poveča zaspanost.
Drugi neželeni učinki so še glavobol in antimuskarinski učinki, na primer zastoj seča, suha usta, motnje vida in motnje prebavil.

## Mehanizem delovanja
Loratadin je triciklični antihistaminik, ki deluje kot selektivni inverzni agonist na perifernih histaminskih receptorjih H1. Sproščanje histamina je namreč vzrok kožnih alergijskih reakcij.